# Goma

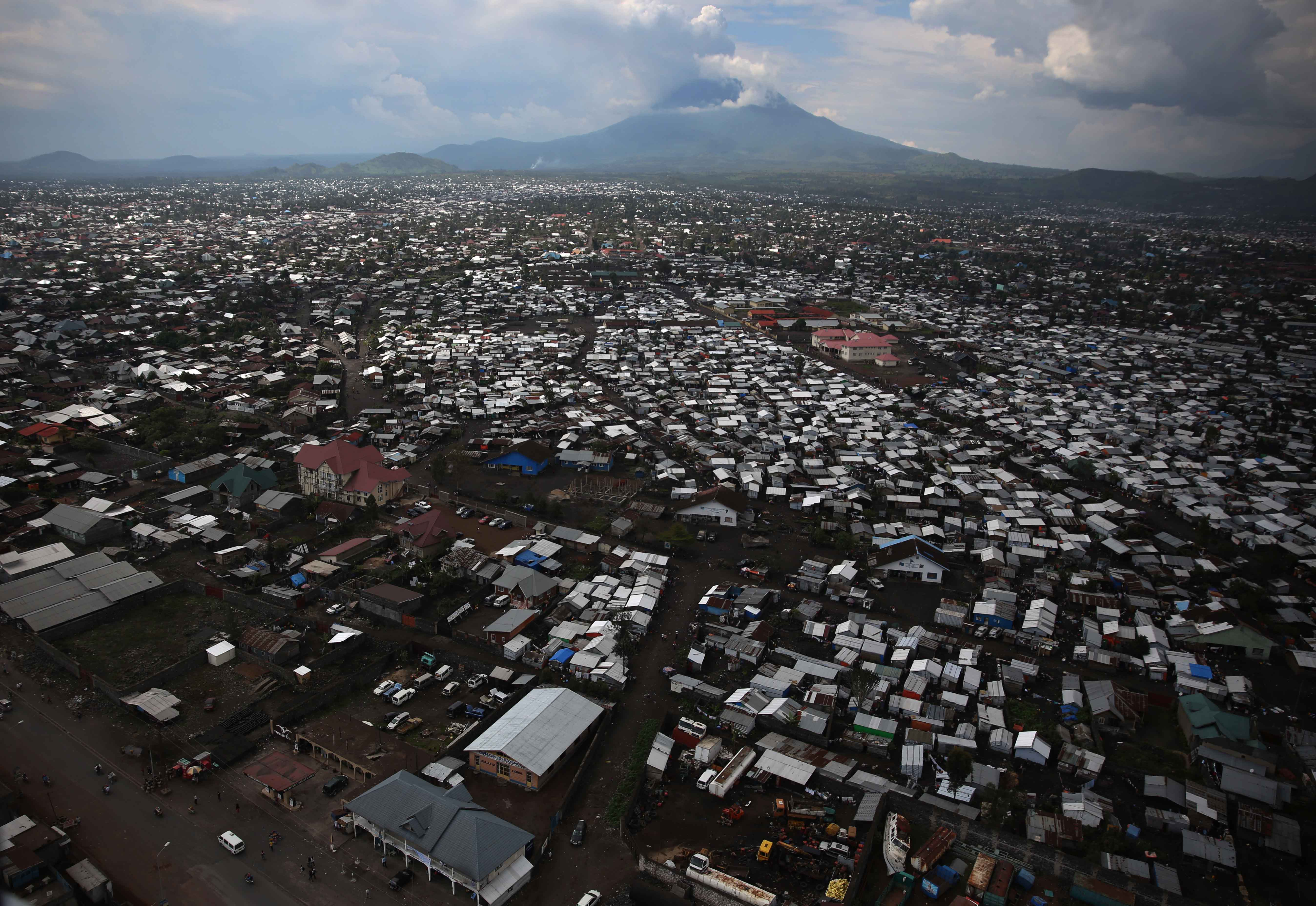
Goma mit dem Vulkan Nyiragongo (2015)

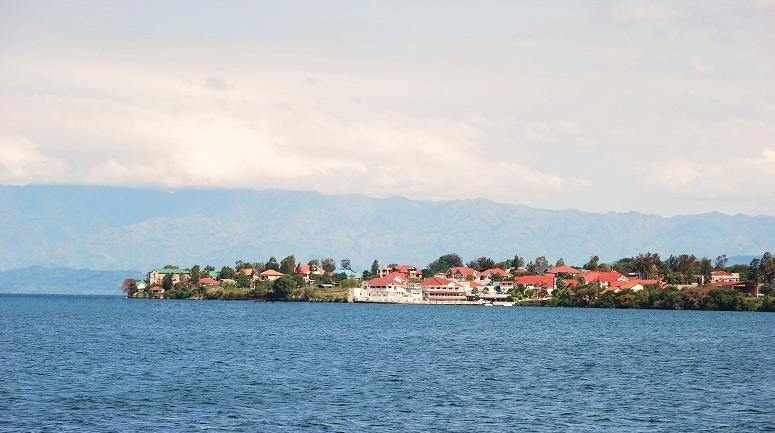
Goma am Ufer des Kivusees

Goma ist eine Millionenstadt im Osten der Demokratischen Republik Kongo und Hauptstadt der Provinz Nord-Kivu.

## Geografie
Die Stadt liegt zwischen dem Vulkan Nyiragongo im Norden und den Ufern des Kivusees im Süden am Ostafrikanischen Grabenbruch (Zentralafrikanischer Graben). Unmittelbar östlich von Goma liegt die Staatsgrenze zu Ruanda und die zu Ruanda gehörende Stadt Gisenyi. Die Einwohnerzahl ist in den letzten Jahren durch Bürgerkriegsflüchtlinge stark gestiegen und lag 2007 bei rund 500.000 Einwohnern, 2019 bereits bei etwa 2 Mio. Einwohnern. Die UN geht insgesamt von geringeren Zahlen aus und schätzt für 2022 707.000 Einwohner.
Nördlich von Goma befindet sich der älteste Nationalpark Afrikas, der Nationalpark Virunga.

### Stadtgliederung
- Goma
- Himbi 1
- Himbi 2
- Kahembe
- Karisimbi
- Kasika
- Katindo
- Katoyi
- Kyeshero
- Lac-Vert
- Les Volcans
- Mabanga-Nord
- Mabanga-Süd
- Majengo
- Mapendo
- Mikeno
- Mugunga
- Murara
- Ndosho

### Klima
Das Klima ist aufgrund der Äquatornähe im jahreszeitlichen Verlauf sehr ausgeglichen. Die Höhenlage der Stadt auf etwa 1500 m führt zu einer gemäßigten Maximaltemperatur von etwa 25 °C und einer Minimaltemperatur knapp unter 15 °C.
|                        | Jan  | Feb  | Mär  | Apr  | Mai  | Jun  | Jul  | Aug  | Sep  | Okt  | Nov  | Dez  |   |      |
| Mittl. Temperatur (°C) | 20   | 20,1 | 20,1 | 20   | 19,9 | 19,4 | 19,1 | 19,8 | 19,9 | 19,9 | 19,7 | 19,9 | ⌀ | 19,8 |
| Mittl. Tagesmax. (°C)  | 25,6 | 25,7 | 25,7 | 25,4 | 25,3 | 25,3 | 25,2 | 25,8 | 25,9 | 25,7 | 25,3 | 25,4 | ⌀ | 25,5 |
| Mittl. Tagesmin. (°C)  | 14,4 | 14,6 | 14,6 | 14,7 | 14,6 | 13,6 | 13,1 | 13,9 | 14   | 14,2 | 14,1 | 14,4 | ⌀ | 14,2 |
|                        |      |      |      |      |      |      |      |      |      |      |      |      |   |      |
| Niederschlag (mm)      | 94   | 84   | 117  | 119  | 108  | 55   | 29   | 70   | 117  | 143  | 138  | 118  | Σ | 1192 |

| 14,4 |

| 14,6 |

| 14,6 |

| 14,7 |

| 14,6 |

| 13,6 |

| 13,1 |

| 13,9 |

| 14 |

| 14,2 |

| 14,1 |

| 14,4 |

| 14,4 |

| 14,6 |

| 14,6 |

| 14,7 |

| 14,6 |

| 13,6 |

| 13,1 |

| 13,9 |

| 14 |

| 14,2 |

| 14,1 |

| 14,4 |

## Geschichte

### Entwicklung zur Stadt bis 1989
Die Gegend von Goma wurde im Jahr 1894 vom Forschungsreisenden Gustav Adolf von Götzen besucht. Goma wurde ein belgischer Posten gegenüber dem deutschen Militärposten in Gisenyi (Bezirk Rubavu im heutigen Ruanda). Am Anfang war das Zusammenleben zwischen diesen beiden Orten nicht einfach. Einmal griffen die traditionellen Häuptlinge aus dem damaligen Deutsch-Ostafrika gemeinsam mit der deutschen Kolonialmacht die Belgier in Goma an. Letztere flüchteten nach Bukavu und ließen die Invasoren die Stadt besetzen. Nach Verhandlungen zogen sich die Deutschen zurück und die Belgier nehmen ihre ursprüngliche Position als Kolonialmacht wieder ein.
In der Vereinbarung über die afrikanischen Seen zwischen Belgien, dem Deutschen Kaiserreich, und Großbritannien am 14. Mai 1910 wurde Goma als belgische Besitzung bestätigt.
Der Zustrom von Kolonisatoren in das Dorf spielte eine wichtige Rolle bei seiner Entwicklung zu einer großen Agglomeration. Die Kolonisatoren hatten zunächst den Hauptort des belgischen Distrikts in Rutshuru eingerichtet, wo der Kolonialverwalter lebte. Der Hauptort wurde später von Rutshuru nach Goma verlegt.
Zu dieser Zeit blieb Goma ein Handelsposten mit Bukavu, das eine Bergbaustadt war. Später strömten die Menschen aus Städten wie Rutshuru, Masisi, Kalehe und Gisenyi auf der Suche nach Arbeit bei den Kolonisatoren nach Goma. In dieser Zeit entstand das Birere-Viertel (eine Barackensiedlung in Goma) um die Lagerhäuser, Büros und Häuser der Kolonisten herum. Der Name „Birere“ (wörtlich „Bananenblätter“) kommt daher, dass man damals mit Bananenblättern baute.
Besonders schnell wuchs Goma mit den Hafenbauarbeiten in den 1930er Jahren.
Seit 1959 ist Goma Sitz des römisch-katholischen Bistums Goma.
Auf der vierten ordentlichen Sitzung der Staatspartei MPR (16.–20. Mai 1988 in N'sele) wurde Goma der Status einer „Stadt“ verliehen (ordonnance n°89/127 vom 22. Mai 1989).

### Vulkanausbrüche 2002 und 2021
Im Jahr 2002 wurde die Stadt von einem Lavastrom aus dem etwa 14 km entfernten Nyiragongo-Vulkan im Norden zu großen Teilen zerstört. Viele Gebäude gerade im Stadtzentrum sowie der Flughafen Goma waren betroffen. Von den 3.000 Metern der Start- und Landebahn sind bis heute noch fast 1.000 Meter unter einer Lavaschicht begraben, so dass der internationale Verkehr ihn meidet. Rund 250.000 Einwohner der Stadt mussten flüchten. Es gab 147 Todesopfer, viele Flüchtlinge blieben obdachlos oder haben sich am Rande der Lavafelder Notunterkünfte gebaut. Seit April 2009 wird unter Führung der Welthungerhilfe das Rollfeld des Flughafens von der Lava befreit. Die Bedrohung, dass sich bei einer erneuten Eruption Lavamassen aus dem innerhalb des Vulkankraters befindlichen Lavasee erneut ins Tal und auf die Stadt ergießen, besteht nach wie vor.
Am 23. Mai 2021 wurden durch den Ausbruch des Nyiragongo und einen folgenden Lavastrom erneut mehr als 500 Häuser in Außenbezirken zerstört.

### Flugunglück 2008
Am 15. April 2008 raste nach dem Start vom Flughafen Goma eine Douglas DC-9 mit 79 Passagieren und 6 Besatzungsmitgliedern über das südliche Startbahnende hinaus in das Wohn- und Marktgebiet Birere. Etwa 40 Personen aus dem angrenzenden Siedlungsgebiet kamen ums Leben, mindestens 53 Passagiere und die 6 Besatzungsmitglieder überlebten jedoch. Das Feuer aus dem brennenden Wrack konnte sich aufgrund des starken Regens nicht ausbreiten, Anwohner konnten das Feuer zusätzlich eindämmen.

### Ebola 2019
Im Jahr 2019 wurden mehrere Einzelfälle von Ebola in der Stadt registriert, nachdem die Ebola-Epidemie bereits zuvor im Ostkongo ausgebrochen war.

### Fährunglück 2024
Im Oktober 2024 sank eine Fähre, die Hunderte Menschen an Bord hatte, auf dem Kiwusee vor Goma. Die aus Minova in Süd-Kivu kommende Fähre war vermutlich überladen.

### Flucht und Kämpfe in den 1990er Jahren
Goma war mehrfach Schauplatz von Fluchtbewegungen und Kämpfen: Während des Bürgerkrieges und Völkermords im nahe angrenzenden Ruanda 1994 war Goma eines der Hauptziele für Flüchtlinge. Unter diesen waren nebst Zivilisten auch Mittäter des Genozids. Nachdem über eine Million Flüchtlinge die Stadt erreicht hatten, brach in den Lagern eine Cholera-Epidemie aus, die mehrere Tausend Opfer forderte.
In den Jahren 1997 und 1998, als der Bürgerkrieg im Kongo nach dem Sturz von Präsident Mobutu Sese Seko eskalierte, eroberten ruandische Regierungstruppen Goma. Im Zuge der Verfolgung von Hutu, die in der Stadt Zuflucht gesucht hatten, töteten sie auch Hunderte Unbeteiligte.

### Dritter Kongokrieg (seit 2006)
Zehntausende Menschen flohen Ende Oktober 2008 aufgrund einer Offensive von Tutsi-Rebellen aus der Stadt.

#### M23-Offensive im November 2012
Am 21. November 2012 wurden große Teile der Stadt von der gegen die Zentralregierung unter Präsident Joseph Kabila kämpfenden Rebellenbewegung M23 eingenommen. Dort stationierte UNO-Friedens-Truppen griffen im Gegensatz zu früheren Aktivitäten nicht mehr ein. Am 1. Dezember begannen sie nach Überschreitung eines Ultimatums der Internationalen Konferenz der Großen Seen Afrikas und zwei Resolutionen des UN-Sicherheitsrats, sich aus der Stadt zurückzuziehen.

#### M23-Offensive im Januar 2025

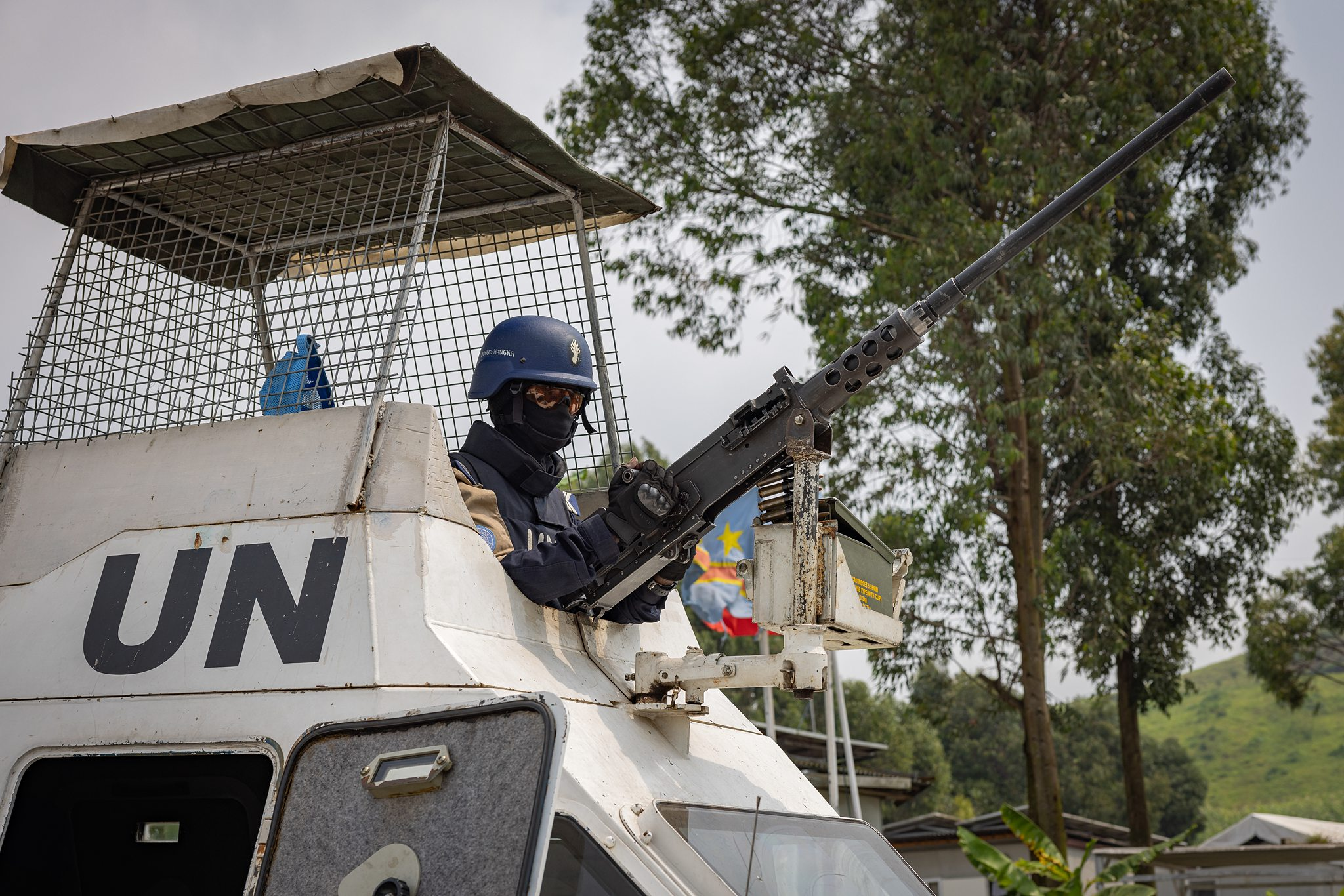
MONUSCO-Soldat in Goma (10. Januar 2025)

Im Januar 2025 eroberte die M23 nach Kämpfen gegen die kongolesischen Streitkräfte mehrere Städte und Siedlungen, darunter Masisi, Minova und Sake, und rückte weiter auf Goma vor. Auch aus Norden drang die M23 erfolgreich Richtung Goma vor, sodass die Millionenstadt weitgehend umzingelt wurde. Zudem wurden Befürchtungen geäußert, dass Ruanda weitere Truppen zur Verstärkung der M23 entsenden könnte. Am 25. Januar nahm die M23 den Hügel Kanyamahoro ein, von dem aus Goma beschossen werden kann. Bis zum Abend des 26. Januar war die M23 auf den Vorort Munigi vorgerückt und gab am 27. Januar bekannt, Goma eingenommen zu haben. Die Stadt wurde laut der UN-Vertreterin Vivian van de Perre seit 26. Januar mit schweren Waffen angegriffen, wobei zahlreiche Zivilisten getötet, verletzt oder vertrieben worden seien. Nach Angabe der Agence France-Presse übernahm die M23 die Kontrolle über den Flughafen in Goma. Am Morgen des 27. Januar entkamen Häftlinge aus dem Zentralgefängnis Munzenze. Laut der stellvertretenden Leiterin der UN-Friedenstruppe in Goma wurde ein Feuer im Flügel mit den hunderten weiblichen Häftlingen gesetzt, während die tausenden männlichen Häftlinge flüchten konnten. Die inhaftierten Frauen wurden Opfer von Vergewaltigungen und des Feuers. Am 29. Januar rückte die M23 am Westufer des Kiwusees weiter nach Süden in Richtung der Provinzhauptstadt Bukavu vor.
Eine Sondersitzung des UN-Sicherheitsrats fand am 26. Januar statt. UN-Generalsekretär António Guterres forderte „die ruandischen Streitkräfte auf, ihre Unterstützung für die M23 einzustellen“. Die kongolesische Außenministerin Thérèse Kayikwamba Wagner nannte das Eindringen ruandischer Soldaten eine „Kriegserklärung“. Ruanda wies die Vorwürfe zurück. Am Abend des 29. Januar fand ein Online-Treffen der Ostafrikanischen Gemeinschaft statt, zu dem sowohl der kongolesische Präsident Félix Tshisekedi als auch der ruandische Präsident Paul Kagame erwartet wurden. Tshisekedi sagte „aus Termingründen“ ab. Das deutsche Bundesministerium für wirtschaftliche Zusammenarbeit und Entwicklung (BMZ) sagte für Mitte Februar geplante Regierungskonsultationen mit Ruanda ab und begann Beratungen über die Fortsetzung laufender Programme in der Entwicklungszusammenarbeit mit Ruanda.
Seit dem 26. Januar wurden nach Angabe der UN mindestens 3000 Menschen in Goma getötet und weitere 2880 verletzt. Durch die Unterbrechung der Handelswege wurde die Nahrungsmittelversorgung blockiert. Seit dem 26. Januar gab es in Goma zudem keinen Strom und keinen Zugang zu Wasser mehr. Am 30. Januar wurden die Stromversorgung und Mobilfunkdienste in einigen Bezirken wieder hergestellt sowie der Grenzübergang nach Ruanda wieder geöffnet. Laut einem Sprecher des Amts der Vereinten Nationen für die Koordinierung humanitärer Angelegenheiten (OCHA) gab es Berichte über Vergewaltigungen und Plünderungen durch Kämpfer in Goma. Zudem seien humanitäre Einrichtungen betroffen. Die Notfallkoordinatorin der Weltgesundheitsorganisation (WHO) für die DR Kongo Adelheid Marschang erklärte, es gebe Berichte, dass auf medizinisches Personal geschossen worden sei und Patienten verletzt wurden.
288 rumänische Armeeausbilder, die in der UN-Basis in Goma Schutz gesucht hatten, verließen die Stadt am 29. Januar über die Grenze nach Ruanda, mit dessen Regierung ein sicherer Abzug und Heimflug von Kigali aus vereinbart worden war. Südafrikas Präsident Cyril Ramaphosa erklärte dagegen, dass die 3.000 südafrikanischen Truppen der Entwicklungsgemeinschaft des südlichen Afrika (SADC) in Goma verbleiben würden. Südafrika hatte seine Sondereinsatzkräfte (SAMIDRC: Southern African Development Community Mission in the Democratic Republic of the Congo) schon im zu Beginn 2024 im Osten der DRK stationiert. Im Januar 2025 verteidigten sie den Flughafen Goma gegen die vorrückenden M23-Rebellen bereits auf überregionalen Zufahrtswegen, von denen sie am 29. Januar bei der kongolesischen Stadt Sake angegriffen wurden. Die südafrikanischen Militäreinheiten, die in den Jahren 2024 und 2025 Verluste bei dieser Mission erlitten hatten, halfen dabei, getötete Soldaten von Malawi und Tansania aus dem aktuellen Krisengebiet an die Angehörigen zu überführen. Kritik an der gesamten Mission gab es von Zuma’s Oppositionsfraktion im südafrikanischen Parlament. Kritik äußerte auch Paul Kagame, der Präsident von Ruanda.

## Verkehrsinfrastruktur

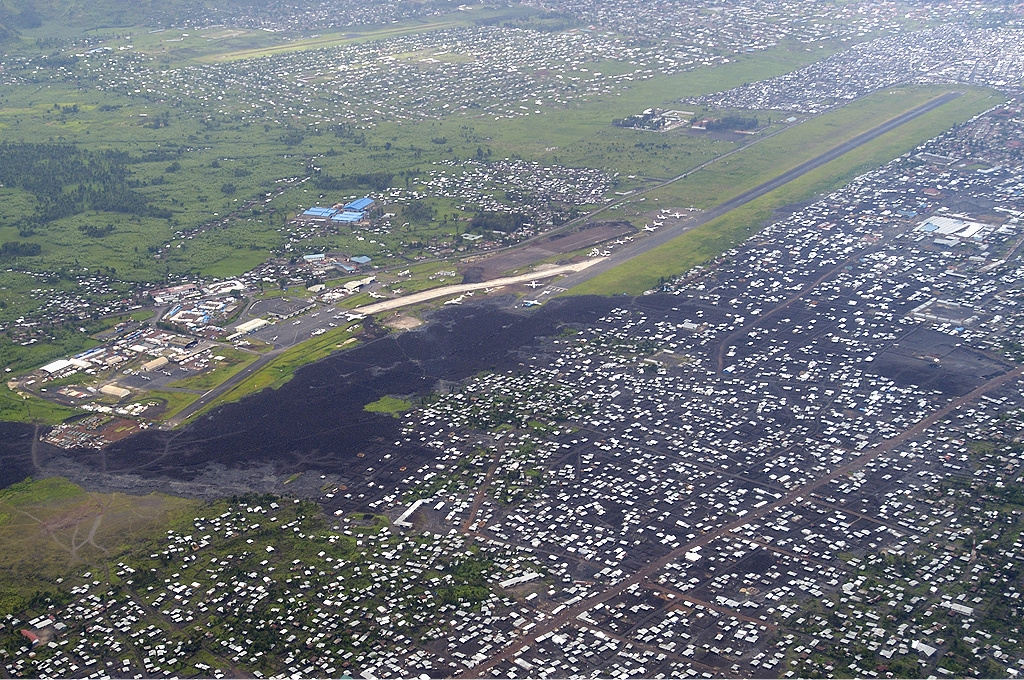
Flughafen Goma (2006)

Innerhalb der Stadt wird der Transport durch Fahrradtaxen angeboten, die sogenannten Bodaboda. Es bestehen Busverbindungen zu den umliegenden Dörfern, die von verschiedenen Busunternehmen betrieben werden.
Zu der Stadt Bukavu, am südwestlichen Ufer des Kivusees, direkt an der Grenze zu Ruanda, besteht eine Fährverbindung. Der Straßen- und Brückenbau wurde seit 1997 vorwiegend durch Entwicklungszusammenarbeit ermöglicht. Frachtgut wird in Goma sehr oft mit fahrbaren hölzernen Lastenrollern, den sogenannten Chukudu, transportiert.
Zwei Kilometer östlich vom Stadtzentrum entfernt befindet sich der internationale Flughafen Goma, der mehrmals wöchentlich von Flughafengesellschaften wie Congo Airways oder FlyCAA angeflogen wird.

## Bildung und Kultur

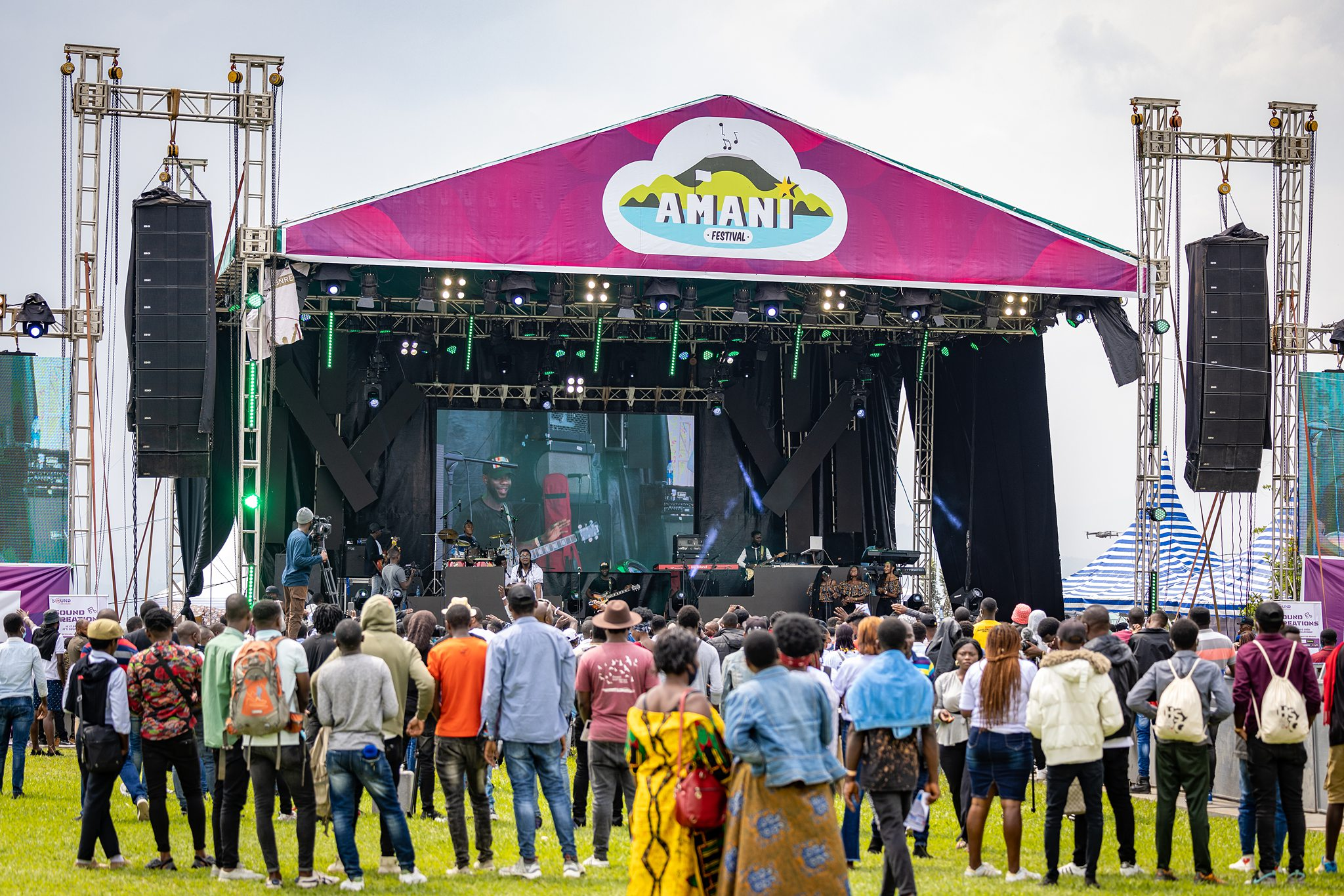
Besucher des Amani-Festivals bei Goma im Februar 2022.

Im Jahr 1993 wurde in Goma die staatliche Universität Goma (Université de Goma; UNIGOM) gegründet, die sechs Fakultäten hat. Neben der UNIGOM gibt es in der Stadt noch die private Université libre des Pays des Grands Lacs (ULPGL), die 1991 gegründet wurde und über sieben Fakultäten verfügt.
Goma ist Sitz von Madi TV, einem 2020 gegründeten Bezahlfernsehprogramm.
In Goma findet seit 2013 jährlich auf dem Gelände des Universal College of Mwanga das Amani Festival statt, das von zahlreichen namhaften Sponsoren unterstützt wird. In der Stadt befindet sich ein Kloster der Bernhardinerinnen von Esquermes, das Notre Dame du Lac, das im Jahr 1960 eröffnet wurde.

## Bevölkerungsentwicklung
Im Jahr 1984 lebten laut Zensus 77.908 Menschen in Goma. 1994 kamen 400.000–850.000 Flüchtlinge in die Stadt; vorher lebten etwa 161.956 Menschen in Goma. Im Jahr 2004 wurde die Bevölkerung auf 249.862 geschätzt, bis zum Jahr 2015 wuchs sie auf circa 368.165 Menschen.

## Söhne und Töchter der Stadt
- René Ngongo (* 1961), Biologe und Ökologe
- Floribert Bwana Chui (1981–2007), Staatsbeamter und Korruptionsopfer
- Rosette Luyina Kiese (* 1989), Para-Kugelstoßerin
- Thierry Kasereka (* 1994), Fußballspieler
- Rebecca Kabugho (* 1994), Aktivistin
- Jonathan Kuminga (* 2002), Basketballspieler